# Arco da Porta Nova
L'Arc de la Nouvelle Porte (en portugais : Arco da Porta Nova), est un arc baroque et néoclassique, conçu par André Soares à la fin du XVIIIe siècle, dans la paroisse civile de Sé, municipalité de Braga, au nord du Portugal. L'arc de triomphe qui orne l'entrée ouest de l'enceinte médiévale de la ville, a été inauguré en 1512 et traditionnellement utilisé pour présenter les clés de la ville aux dignitaires et célébrités.

## Histoire

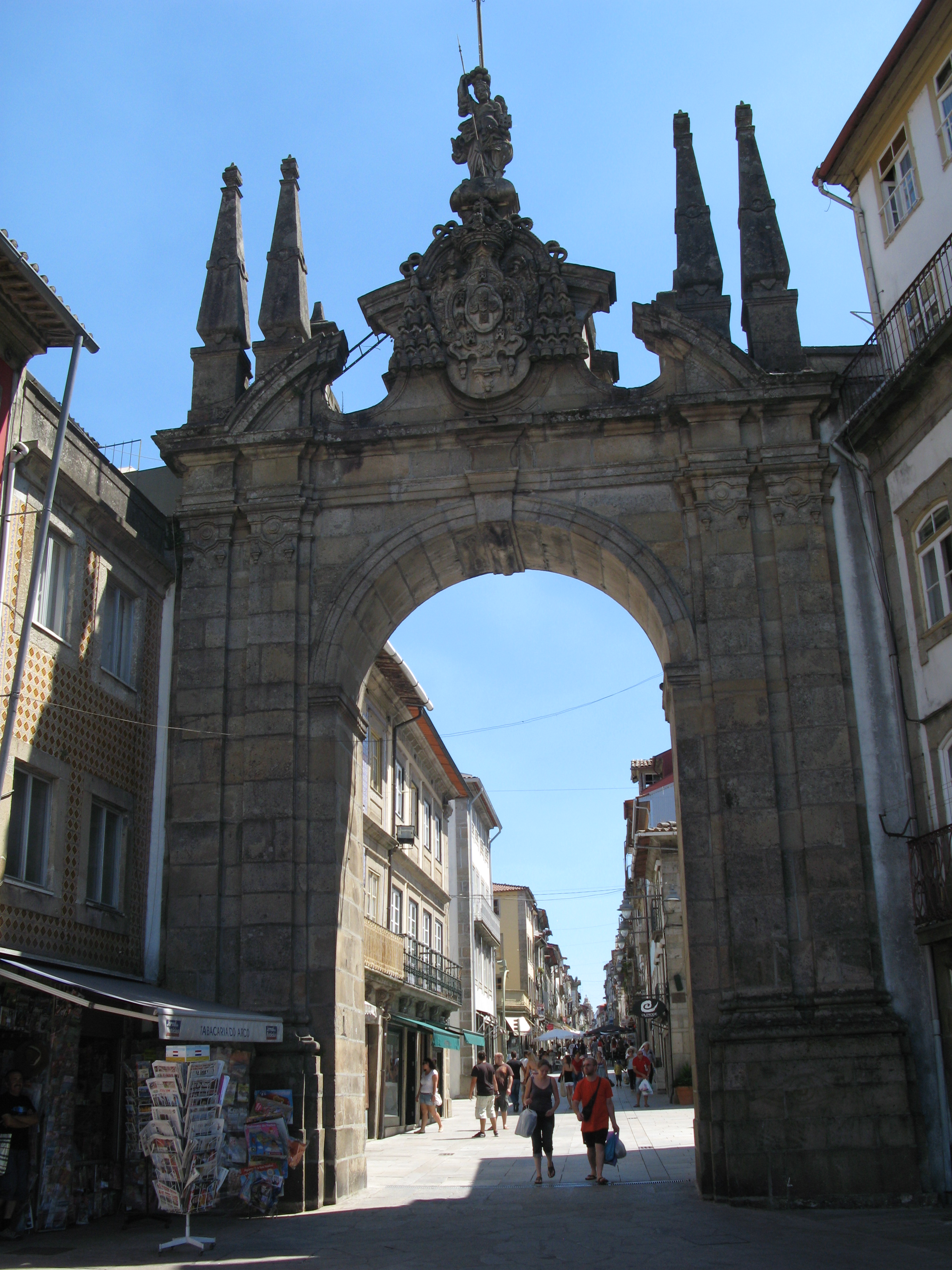
La façade ouest de l'Arco da Porta Nova

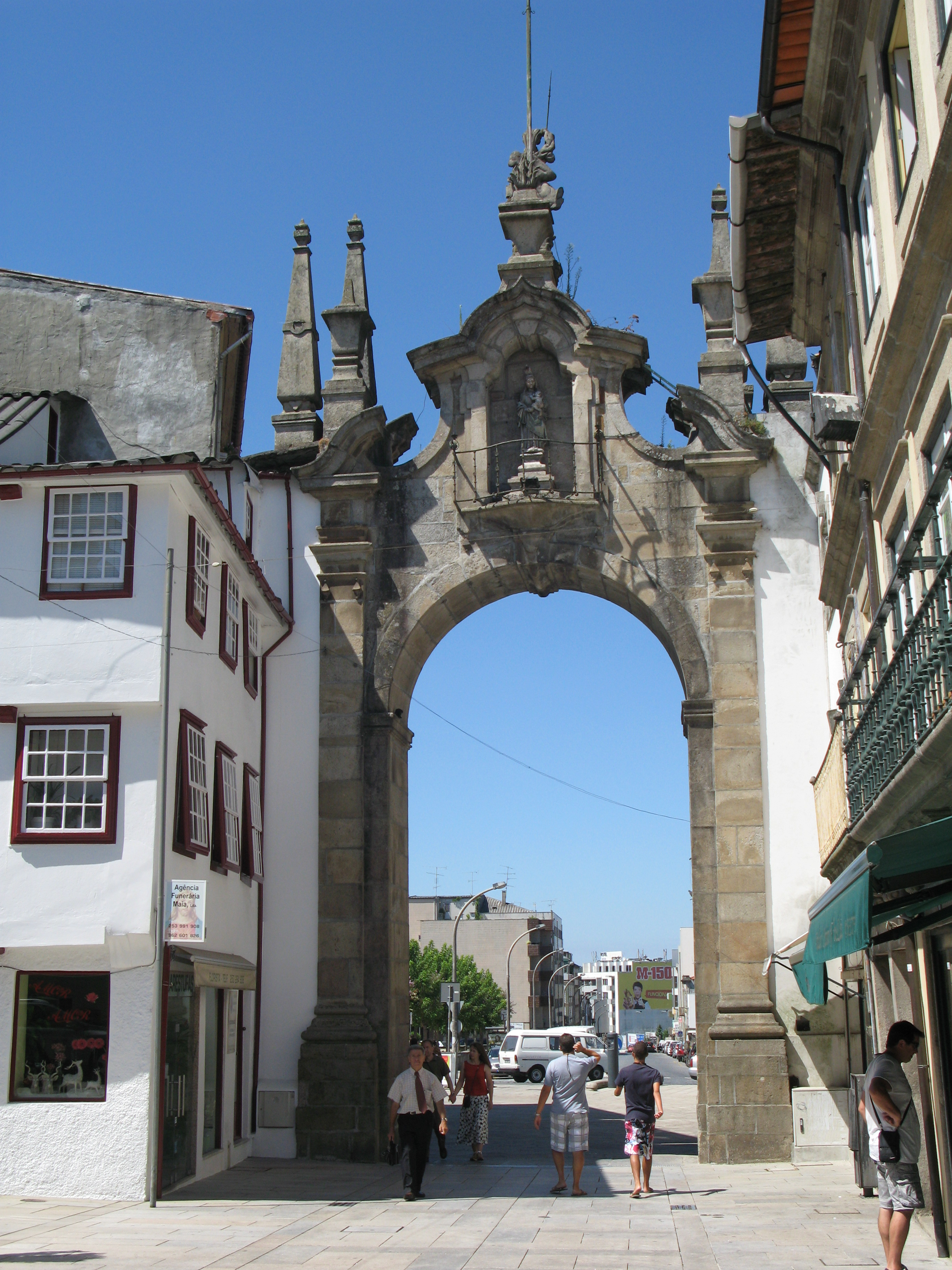
La façade orientale avec l'icône de Notre-Dame de Nazareth

C'est le roi Ferdinand Ier qui finit par achever l'enceinte de la ville de Braga vers 1373, un projet commencé sous le règne de son prédécesseur le roi Denis, un projet qui prévoyait une Torre da Porta Nova (Tour de la nouvelle porte de la ville) .
Vers 1505 et jusqu'en 1532, l'archevêque Diogo de Sousa fit travailler des personnes à la construction de la Porta Nova (Nouvelle Porte) . Ce projet de construction comprenait une phase de reconstruction de la tour, vers 1512 .
Au XVIIe siècle, l'archevêque José de Bragança ordonna la reconstruction de la Porta Nova, pour inclure l'extension de la décoration rococo . Dans le cadre de sa construction (1772-1773), une statue représentant la ville de Braga a été retirée de l'Edifício das Arcadas et installée sur l'arc de la nouvelle porte (vers 1772) . L'année suivante l'archevêque Gaspar de Bragança ordonna la transformation de la tour de la Porta Nova, en un arc de triomphe de style baroque .
L'arc historique a été utilisé par la municipalité, tout au long du XXe siècle, pour des campagnes de promotion et de marketing, notamment les programmes " És de Braga, não fechas as portas " (Vous êtes de Braga, ne fermez pas vos portes) et " Vai abaixo de Braga " (Venez sous Braga)   .